# Del Pratt
Derrill Burnham Pratt (Walhalla, Carolina del Sur, 10 de enero de 1888-Texas City, Texas, 30 de septiembre de 1977), más conocido como Del Pratt, fue un jugador profesional estadounidense de béisbol que se desempeñó en la posición de segunda base en las Grandes Ligas de Béisbol (MLB).

## Carrera
Pratt jugó como profesional seis temporadas en St. Louis Browns (1912-1917), después pasó a New York Yankees (1918-1920), luego a Boston Red Sox (1921-1922), posteriormente a Detroit Tigers, donde jugó dos temporadas (1923-1924), y fue el equipo en el que se retiró.

## Títulos
Fue campeón en carreras impulsadas de la Liga Americana en una oportunidad (1916).